# Mathilde de Morny
Mathilde de Morny, född 26 maj 1863, död 29 juni 1944, var en fransk aristokrat och konstnär som levde och verkade i Paris. Morny var också känd under smeknamnen "Missy", "Max" och "Monsieur le Marquis". Aktiv som skulptör och målare studerade Morny under Comte Saint-Cène och skulptören Édouard-Gustave-Louis Millet de Marcilly.

## Biografi
Morny var det fjärde och sista barnet till Charles de Morny, hertigen av Morny och Sofia Sergeyevna Trubetskaya. Charles var halvbror till Napoleon III. Även om hon var kvinna klädde Morny sig som en man och använde namnet Max.
Sitt extravaganta uppförande gjorde Morny till en kändis under Belle époque och i Paris hbtq-scen. Trots ett äktenskap 1881 med den välkända homosexuella mannen Jacques Godart – som Morny skilde sig från 1903 – var Morny öppen med att hon föredrog kvinnor. Morny hade en mycket maskulin attityd, hade ofta kostym, kort hår och rökte cigarr.
Morny hade flera relationer med kvinnor i Paris, inklusive Liane de Pougy och Colette. Från och med sommaren 1906 bodde Colette och Morny tillsammans, då Colette skrev Les Vrilles de la vigne och La Vagabonde.